# Vino Nobile di Montepulciano

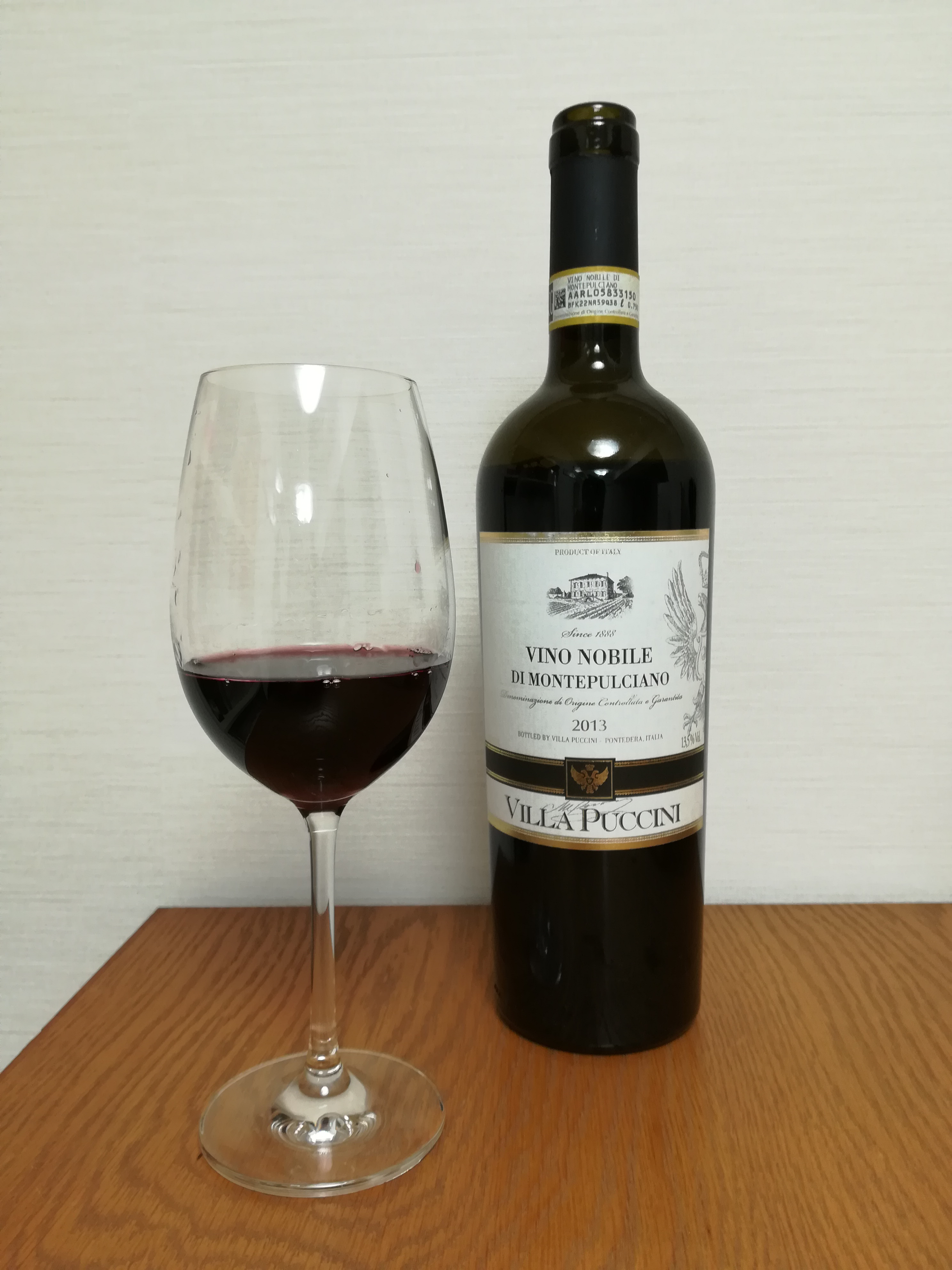
Vino Nobile di Montepulciano

Le Vino Nobile di Montepulciano est un vin rouge italien d'appellation d'origine contrôlée et garantie (DOCG). 

## Historique
Des fouilles archéologiques faites en 1868 ont exhumé un kylix à figures rouges représentant Fufluns, le dieu étrusque du vin jouant avec une ménade au cottabe, un jeu dans lequel le thème du vin est présent. Le document le plus ancien faisant référence au vin de Montepulciano date de 789. Il indique que le clerc Arnipert offre à l'église de San Silvestro ou San Salvatore in Lanciniano, sur un terrain avec des vignes dans le château de Policiano. 
Ripetti dans son Dictionnaire historique et géographique de la Toscane cite un document daté de 1350 ayant trait aux modalités du commerce du vin à Montepulciano. Dans le milieu des années 1500, Sante Lancerio, vigneron du pape Paul III célèbre le vin de Montepulciano comme étant « un vin pour les seigneurs ». En 1669 des marchands anglais arrivent dans le Grand-duché de Toscane pour acheter du Moscadello di Montalcino et du Vino Nobile di Montepulciano. 
Le premier marché des vins de Sienne, en 1933, organisé par l'Ente Nazionale (l'Agence nationale), voit la Cantina Fanetti, félicitée pour son vin rouge. Suivant son exemple, en 1937, les petits viticulteurs fondent une cave pour la commercialisation de leur vin. Il y a initialement un conflit entre la production de Chianti majoritaire, et celle du Nobile. Depuis les années 1960, la tendance s'est inversée et la production de Vino Nobile a pris le pas sur celle du Chianti. 
Depuis le 9 août 1999 ce vin est protégé par une denominazione di origine controllata e garantita.

## Vignoble

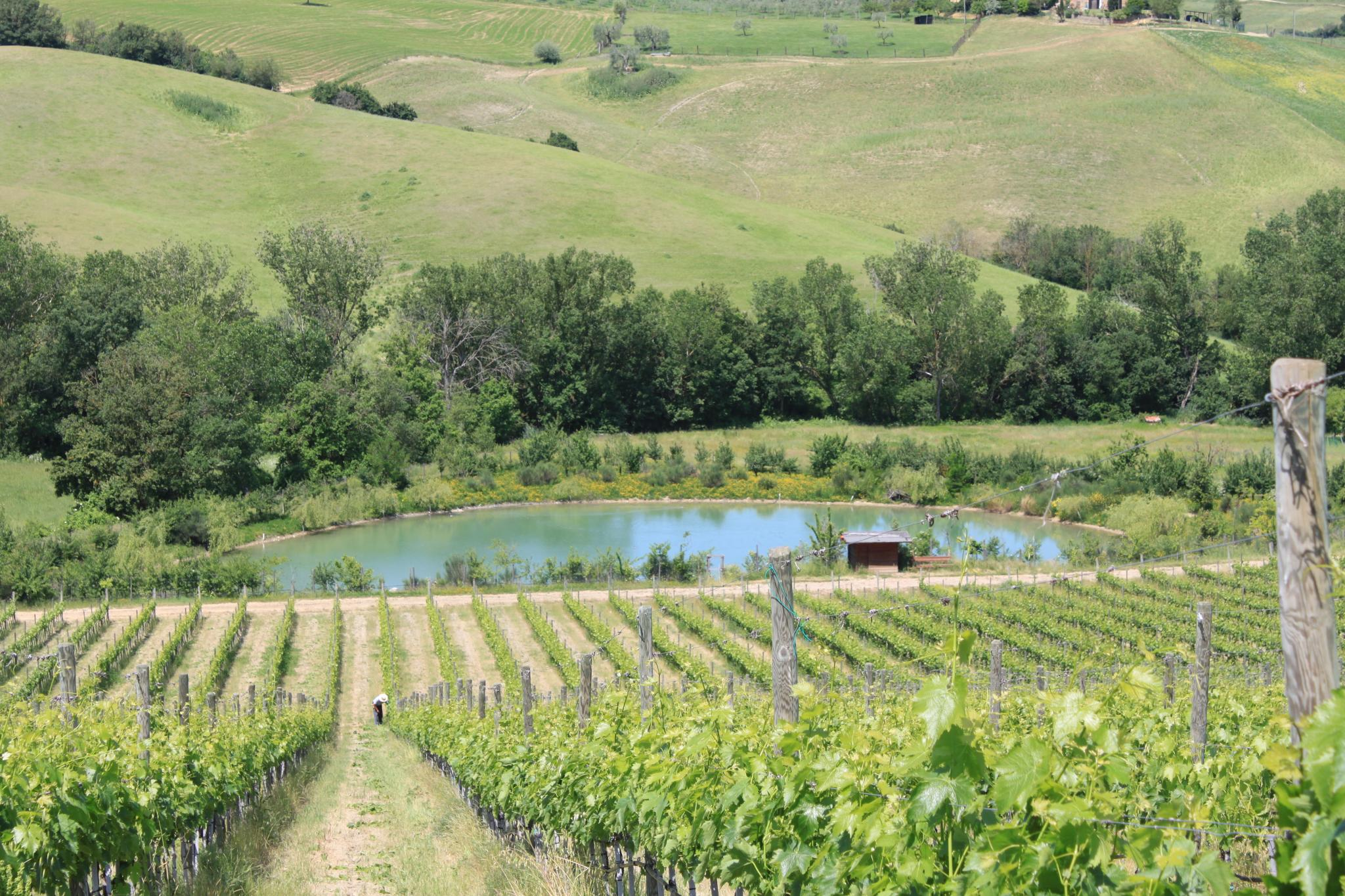
Vignoble de Montepulciano

Ce vin est produit en Toscane, sur le terroir viticole de la commune de Montepulciano dans la province de Sienne. 

## Homonymie
Cette appellation ne doit pas être confondue avec le Montepulciano d'Abruzzo DOC, qui est un vin des Abruzzes qui porte le nom du cépage, contrairement au Vino Nobile di Montepulciano, qui est vinifié à partir d'une ancienne sélection clonale du cépage Sangiovese dit Prugnolo Gentile.

## Encépagement
Sangiovese (minimum 70 %) en assemblage avec du Canaiolo (10 à 20 %) ainsi que quelques cépages locaux comme le Mammolo.